# 矢崎山古墳
矢崎山古墳（やざきやまこふん）はかつて神奈川県横浜市都筑区荏田東四丁目（調査当時は緑区荏田町）に存在した古墳時代後期（6世紀）初頭の古墳。墳形は方墳。港北ニュータウン遺跡群の1つ。調査当時は荏田62遺跡（えだ62いせき）と呼ばれた。北側台地に所在する矢崎山遺跡の集落および横穴墓を造営した集団の盟主的人物の墳墓と考えられている。

## 概要

### 立地
鶴見川の支流・早渕川南岸に面した柚ノ木台（ゆのきだい）と呼ばれる台地東側の、渋沢谷（しぶさわやと）と呼ばれる谷戸に伸びる標高50mほどの尾根筋に所在する。現在は尾根ごと削平され、住宅地となっている。

### 調査の背景
現在の都筑区（かつては緑区・港北区）地域は、かつては多摩丘陵の一角として丘陵（森林）と谷戸（田畑）の広がる典型的な里山であった。1965年（昭和40年）に発表された港北ニュータウン事業は、この里山地帯を30万人規模の一大住宅地に改造する都市計画であり、この未曾有の開発工事によって、開発区域内に広がる268箇所もの周知の埋蔵文化財包蔵地（遺跡）のうち、200箇所以上が1970年（昭和45年）から1989年（平成元年）まで、約20年かけて発掘調査されることとなった（港北ニュータウン遺跡群）。
荏田地区では、柚ノ木台に広がる古墳時代中期（5世紀）半ばから後期（6世紀）の大集落である矢崎山遺跡が、1976年（昭和51年）6月11日から1977年（昭和52年）8月9日にかけて発掘調査されていたが、当遺跡の150m南にある矢崎山古墳は工事中に13基の横穴墓と共に発見され、1976年（昭和51年）7月9日から同月17日にかけて荏田62遺跡の名で緊急調査された。

### 調査結果
墳丘は当初、円墳と思われたが精査の結果、一辺22m・残存高2.5mの方墳で、幅2mの周溝が巡っていることが判明した。墳頂の埋葬主体部は泥岩製切石を組んだ長辺2m×短辺1.6mの埋葬空間で、床面に川原石を敷き、天井石より上を粘土で覆っていた。この主体部の構造は他に類似例が少なく、これそのものが直接遺体を納める箱形石棺なのか、或いは別に木棺を造って遺体を入れ、それを納めた石槨なのか、判断が難しく「箱形石棺状石槨」と呼ばれている。石槨内部は盗掘を受けて副葬品がほとんど抜き取られてしまっていたが、僅かに直刀の破片や鉄鏃・銅製耳環等が残っており、耳環の形態的特徴から、築造年代は6世紀初頭と見積もられた。

### 矢崎山横穴墓群
矢崎山古墳の北側にあたり、矢崎山遺跡集落の広がる柚ノ木台地の南側斜面と南東側斜面では13基からなる横穴墓が検出された。横穴墓群は、傾斜角45度という急傾斜地の中腹で、直下の低地からの比高差が約30mという断崖絶壁に造られており、少なくとも4支群（4家族分）に分かれていた。内部からは直刀やガラス製玉類（首飾り等）・耳環などが出土した。これら横穴墓を造営した集団は、矢崎山古墳のような高塚を築造する階層より下位に位置付けられる氏族と考えられている。

### 矢崎山古墳の位置付け
矢崎山古墳は、特徴的な構造をした埋葬主体部をもつ6世紀初頭の方墳であり、その築造時期は、北側の台地に位置する矢崎山遺跡集落（5世紀後半から6世紀代）の規模が最も拡大した時期と重なることから、同集落の最盛期を現出した盟主的存在の墓と考えられている。

## 関連文献
- 武井, 則道、鈴木, 重信、宮沢, 寛『C18横穴・矢崎山古墳』 20巻〈港北ニュータウン地域内埋蔵文化財調査報告〉、1996年3月31日。 NCID BA33084928。